# Незаконне збагачення
| Право | Це незавершена стаття з права. Ви можете допомогти проєкту, виправивши або дописавши її. |

Незаконне збагачення — придбання майна публічним посадовцем за кошти, походження яких він не може пояснити, або вони отримані з порушенням закону. Це поняття державам пропонується ввести до кримінального кодексу у 20-й статті Конвенції ООН проти корупції. Документ був прийнятий на 58 сесії Генеральної Асамблеї ООН 31 жовтня 2003 і набрав чинності 14 грудня 2005.

## Опис
20 стаття Конвенції ООН проти корупції говорить: «За умови дотримання своєї конституції та основоположних принципів своєї правової системи кожна Держава-учасниця розглядає можливість вжиття таких законодавчих та інших заходів, які можуть знадобитися, щоб визнати як кримінальне діяння, коли воно здійснюється навмисне, незаконне збагачення, тобто значне збільшення активів публічної посадової особи, що перевищує її законні доходи, яке вона не може розумно обґрунтувати».
Суть статті — у переслідуванні корупціонерів, якщо немає можливості зафіксувати інші їхні злочини, як-от передачу грошей при хабарі. Вважається, що отримані незаконно кошти чиновник витрачає на свої активи, які набагато простіше знайти та порівняти їхню вартість з офіційними доходами.

## Історія
Перший законопроект, який закликає карати публічних посадових осіб за придбання активів, якщо вони не можуть довести їхнє законне джерело, з'явився в 1936 році в Аргентині. Законом ця норма стала лише 1964 року, коли було затверджено кримінальну відповідальність за те, що «чиновник не може пояснити походження коштів для збагачення себе чи третьої особи». У тому ж році Індія ввела покарання за «володіння ресурсами, походження яких публічна посадова особа не може пояснити».
1996 року незаконне збагачення як кримінальний злочин включили до Міжамериканської конвенції проти корупції (IACAC). Потім його ввели до Конвенції Африканського союзу про запобігання корупції та боротьбі з нею (AUCPCC), затверджену у 2003 році. І нарешті, у 2003 році було затверджено, а у 2005 році набула чинності Конвенція ООН проти корупції.
У результаті, до середини 1980-х років, стаття за незаконне збагачення була запроваджена в Колумбії, Еквадорі, Єгипті, Брунеї, Пакистані, Сенегалі та Домініканській Республіці. До 1990 року кримінальне покарання за цей злочин запровадили принаймні 10 країн, до 2000 року — більш ніж у 20 країнах, а до 2010 року — більш ніж у 40 країнах.

## Застосування у світі

### Аргентина
Статтю 286 Кримінального кодексу Аргентини, запровадили у 1964 році
Будь-яка людина, яка не може пояснити походження свого помітного збагачення (або третіх осіб, якщо таким чином він приховує свої активи), отриманого під час держслужби або протягом двох років після неї карається позбавленням волі від двох до шести років, штрафом від 50 до 100 % величини незаконного збагачення та довічною забороною на держслужбу.
У 2004 році колишній міністр природних ресурсів Аргентини Марія Хулія Алгосарай отримала три роки позбавлення волі та штраф у $500 тис. за незаконне збагачення. Прокуратура проаналізувала її доходи та витрати у 1988—1996 роках, знайшла сильну розбіжність і зажадала пояснення. Чиновниця розповіла, що заробляла за рахунок консультаційних послуг, а також отримувала гроші від колишнього чоловіка та батька. Ці пояснення не задовольнили суд і відправили до в'язниці, зобов'язавши виплатити до скарбниці всю суму, що була визнана незаконним збагаченням.

### Гонконг
Указ про запобігання корупції, частина 10, ухвалили у 1971 році.
Будь-який державний службовець, який: а) має рівень життя вищий за той, який відповідає його нинішнім або колишнім доходам на службі; або як грошові кошти чи власність потрапила під його контроль, має бути визнаний винним у скоєнні злочину та засуджений до позбавлення волі до 10 років та штрафу до 1 млн HKD (близько $130 тис. доларів США). 

### Індія
Закон боротьби з корупцією, ст.13, редакція 1988 року.
Державний службовець визнається вчинивши злочин, якщо він або будь-яка людина від його імені, володіє або має у розпорядженні кошти або майна невідповідні відомим джерелам його доходу і не може дати задовільних пояснень із цього приводу. Цей злочин карається позбавленням волі від одного до семи років, і штрафом  .

### Китай
Стаття 395 Кримінального права КНР була запроваджена у 1997 році.
Будь-який державний чиновник, чиє майно чи витрати вочевидь перевищують його законні доходи, і якщо різниця надто значна, зобов'язаний пояснити джерела походження майна. Якщо він зможе довести, що джерела законні, він може бути засуджений до позбавлення волі до п'яти років і конфіскації частини активів понад доведено законних доходів. 

### Литва
Стаття 189 Кримінального кодексу Литви була ухвалена у 2010 році.
Будь-який громадянин, який володіє активами дорожчими за 250 мінімальних прожиткових мінімумів (близько 65 тис. літів або $24 тис.), знаючи, що вони не могли бути придбані на законні доходи, карається штрафом, арештом або позбавленням волі на строк до 4 років.
У Литві за незаконне збагачення можуть залучити не лише чиновників, а й будь-якого громадянина. Стаття працює не лише для боротьби з корупцією, а й для протидії легалізації будь-яких злочинних доходів. Восени 2013 року суд засудив до штрафу студентку, яка не спромоглася пояснити походження коштів на квартиру. Її також зобов'язали повернути до скарбниці вартість нерухомості — близько 100 тис. євро. За твердженням слідчих, купити житло дівчині допоміг її батько, пов'язаний із торгівлею наркотиками. 

## Незаконне збагачення в Україні
В Україні існує чинне законодавство, щодо запобігання незаконного збагачення.